# Praetorius-Bock

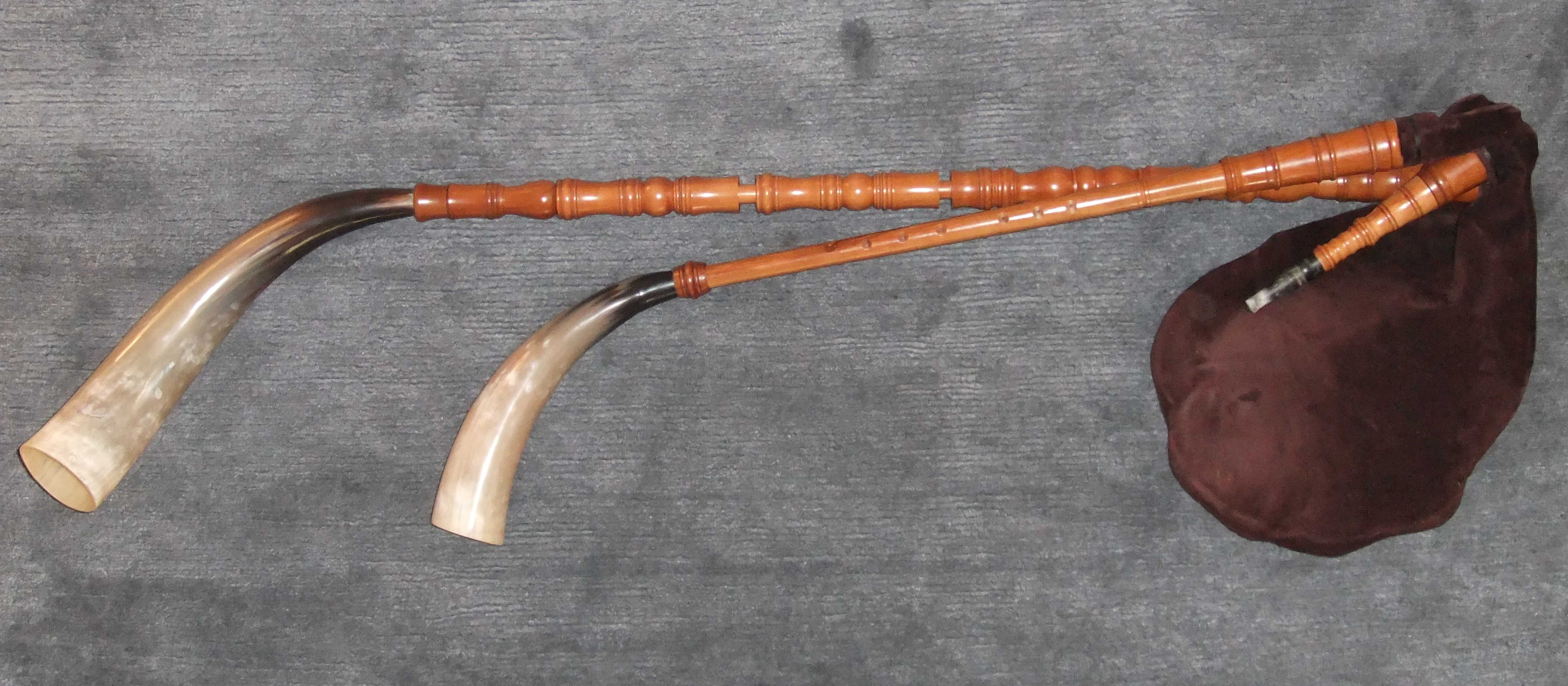
Neubau eines Praetorius-Bocks

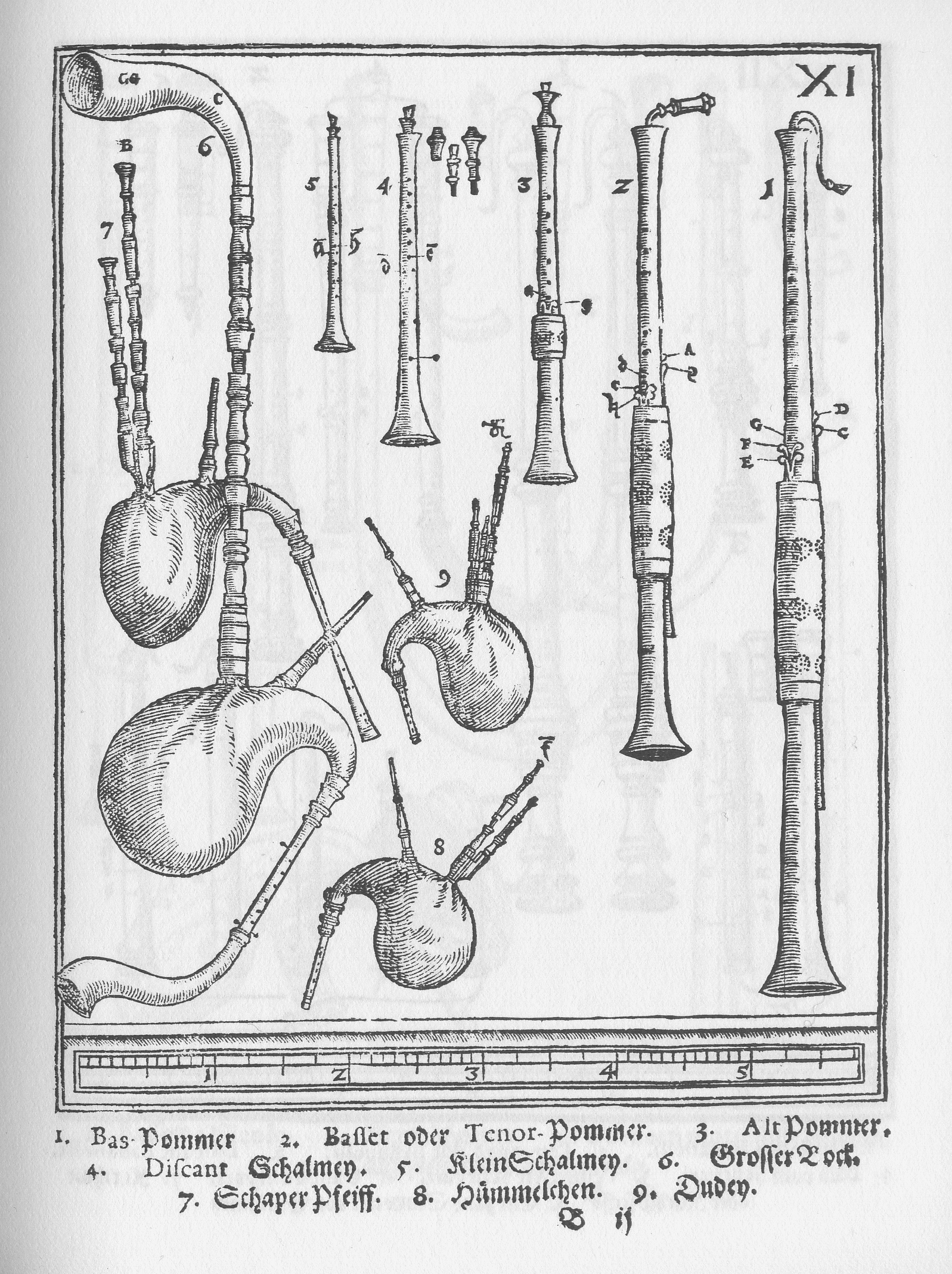
Abbildung aus Praetorius’ Theatrum Instrumentorum

Der Praetorius-Bock oder Großer Bock ist eine Sackpfeife mit einer Spielpfeife, einer Bordunpfeife und großen Rinderhörnern an den Pfeifenenden, die im Syntagma musicum (1619) von Michael Praetorius beschrieben ist.
Eine Abbildung befindet sich in dem ergänzenden Theatrum Instrumentorum seu Sciagraphia von 1620, das als Anhang zum vorher genannten Werk konzipiert wurde. Wie von den meisten anderen Sackpfeifen, die Praetorius erwähnt, ist auch hier kein Originalinstrument erhalten. Während das Instrument bei Praetorius einfach Bock hieß, werden heutzutage die Bezeichnungen Praetorius-Bock oder Großer Bock verwendet zur Unterscheidung von den mittelosteuropäischen Sackpfeifen, die Bock genannt werden. Zahlreiche Abbildungen im 16. und 17. Jahrhundert mit unterschiedlichen Sackpfeifen, die hornförmige Fortsätze an Bordun und/oder Spielpfeife haben, und Schriftquellen belegen, dass die Bezeichnung Bock offensichtlich für Instrumente verschiedenen Aussehens verwendet wurde.
Den Tonumfang der Spielpfeife gibt Praetorius an vom Leitton H über die kleine Oktave bis hinauf zum c'. Die Bordunpfeife war entweder in C, also eine Oktave unter der Spielpfeife, oder noch eine Quart tiefer in ‚G, dann wurde das Instrument Großer Bock genannt.
Die zylindrisch gebohrten Spielpfeifen werden heute entweder mit barocker Blockflötengriffweise oder mit offener oder geschlossener Griffweise gebaut. Bei modernen Instrumenten ist der Tonumfang der Spielpfeife mitunter durch zwei Klappen um bis zu zwei Ganztöne nach oben erweitert. Sowohl einfaches Rohrblatt als auch Doppelrohrblatt sind als Tonerzeuger möglich – Praetorius macht dazu keine Angaben. John Henry van der Meer ordnet den Praetorius-Bock in die Kategorie der Instrumente mit einfachem Rohrblatt. Heutige Instrumente gibt es aber auch mit Doppelrohrblatt in der Spielpfeife.
Heutige Instrumente verwenden oft einen aus mehreren Sektionen bestehende Bordun, der durch Entfernen einzelner Sektionen und ggf. den Einsatz eines Austauschrohrblatts auf mehrere Töne gestimmt werden kann.
Für das Zusammenspiel mit anderen Holzblasinstrumenten wie etwa Blockflöten oder Krummhörnern werden heute Instrumente gebaut, die mit einer Spielpeife in Altlage mit einem Tonumfang (Töne mit Klappen in Klammern) von f⁰ g⁰ – g¹ (– h¹) oder Tenorlage mit einem Tonumfang (Töne mit Klappen in Klammern) von c⁰ d⁰ – d¹ (– f♯¹) ausgestattet sind. Der Bordun dieser Instrumente kann mindestens auf die Töne C oder D und mit Austauschrohrblatt auf die Töne F oder G gestimmt werden.